# Albin Alber
Albin Alber (* 1815 in Klagenfurt; † 17. Jänner 1877 in Graz) war ein österreichischer Unternehmer und Politiker. Von 1864 bis 1867 war er Bürgermeister der Stadt Graz.

## Biographie
Albin Alber war ein gebürtiger Klagenfurter, der zum Studium der Rechtswissenschaft nach Graz gekommen war. Nach Abschluss seines Studiums arbeitete er kurzzeitig im Staatsdienst, schlug dann jedoch einen anderen Karriereweg ein. Er wurde Teilhaber der Essigfabrik und Geistbrennerei Eugen Emperger & Cie., welche vom Vater seiner Gattin Eugenie (geb. Emperger, 1818–1874) begründet worden war. Ab 1872 übernahm er den Betrieb vollständig. Parallel betrieb er außerdem noch ein Straßenbauunternehmen („Asphaltpflasterungs-Etablissement“). Als Fabrikant und Hausbesitzer gelang es ihm, sich trotz seiner Außenseiterrolle in der Grazer Bürgerschaft zu etablieren. 1850 gehörte Alber dem ersten frei gewählten Gemeinderat der Stadt Graz an (die kommunale Selbstverwaltung hatte im Zuge der Revolution von 1848/1849 einen Aufschwung erlebt). Von 1854 bis 1869 war er außerdem Direktor der Steiermärkischen Sparkasse. 1861 und erneut 1863 wurde Alber zum Vizebürgermeister unter Moritz von Franck gewählt, er folgte diesem nach dessen Verzicht auf eine Wiederwahl 1864 im Bürgermeisteramt nach.
Ein großes Thema während Albin Albers Bürgermeisterschaft war das Schulwesen. Aufgrund eines neuen Schulgesetzes waren gewisse Verpflichtungen in diesem Bereich auf die Gemeinden übergegangen. Die Stadt Graz reagierte darauf mit der Errichtung dreier neuer Schulen, was allerdings eine nicht unwesentliche Belastung für die Gemeindekassa darstellte. Zusätzlich belastet wurde diese durch die Verpflichtung der Stadt, die Kosten für dort stationiertes Militär selbst tragen zu müssen. Besonders drastische Auswirkungen hatte der Deutsche Krieg 1866. Zwar lag Graz weitab des Kriegsschauplatzes, doch mussten durchmarschierende Truppen verpflegt und die Versorgung zahlreicher Verwundeter sichergestellt werden. Infolge des Krieges kam es zu einem Cholerausbruch, der jedoch dank energischer Sanitärmaßnahmen (beispielsweise systematische Kontrolle aller Trinkwasserbrunnen) unter Kontrolle gehalten werden konnte. Weitere Ausgaben erwuchsen der Stadt ab 1867 durch eine kaiserliche Entschließung, wonach die Lokalpolizei von nun an alleine durch die Gemeinde zu finanzieren sei. Trotz aller Schwierigkeiten wuchs die Stadt beständig, die Volkszählung 1866 zeigte einen Bevölkerungsstand von 74.129 Bewohnen und damit rund 11.000 mehr als 10 Jahre zuvor. Ein bedeutender und bis heute nachwirkender Wunsch dieser Bevölkerung war der Ankauf des Hilmteiches, um dieses beliebte Ausflugsziel für die Zukunft zu sichern. Aufgrund der angespannten Budgetlage beschloss der Gemeinderat, den Kauf mittels Bürgerbeteiligung durch Ausgabe von Anleihescheinen in Höhe von je 10 Gulden zu finanzieren. Die Anleihen sollten im Verlauf von 24 Jahren mit zehnprozentiger Prämie zurückgezahlt werden. Der Kaufpreis des 1868 erworbenen Hilmteiches belief sich auf 49.000 Gulden.
1867 kam es aufgrund einer neuen Gemeindeordnung zu Neuwahlen. Im November 1867 wurde Albers Vorgänger Moritz von Franck mit 16 zu 12 Stimmen erneut zum Bürgermeister gewählt. Die einstimmig erfolgte Wahl zum Bürgermeister-Stellvertreter lehnte Alber mit dem Hinweis, „dass bei Personen in leitender Funktion von Zeit zu Zeit ein Wechsel eintreten sollte“ ab. Er blieb noch ein Jahr Gemeinderat und zog sich 1868 aus der Politik zurück.
In einem Nachruf wurde Alber als liberaler, aufgeklärter Geist charakterisiert und seine ruhige, unparteiische, nötigenfalls aber trotzdem energische Amtsführung gelobt. Personenkult sei ihm zuwider gewesen, als einzige Ehrung trägt eine Straße in Graz (die Alberstraße im Bezirk St. Leonhard) seinen Namen. Albin Alber verstarb 1877 im Alter von 62 Jahren, er wurde auf dem Friedhof St. Leonhard beigesetzt.